# Kinesisk musik
Kinesisk musik kan sägas omfatta all slags musik som spelats eller spelas i olika delar av Kina vare sig den ursprungligen stammar från det kinesiska området eller inte. Ofta tänker man dock på "traditionell" musik som stammar från eller har haft en egen särskiljande utveckling i Kina.

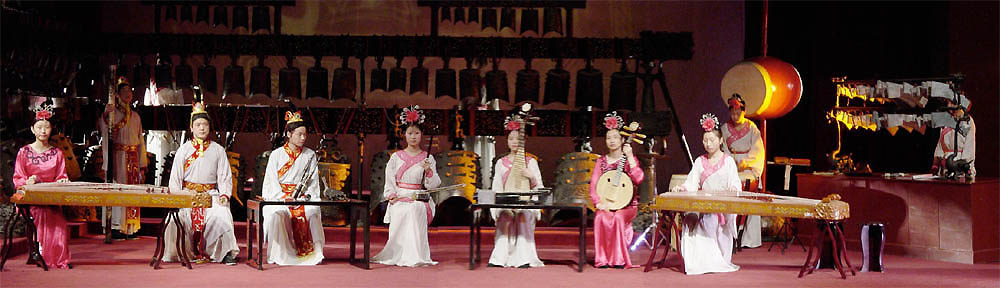
Rekonstruktion av en antik (cirka 440 f.Kr.) kinesisk hovorkester.